# Elisabet d'Hongria
|  | Aquest article tracta sobre la princesa d'Hongria. Si cerqueu la regent d'Hongria, vegeu «Elisabet de Luxemburg (regent d'Hongria)». |

Elisabet d'Hongria o de Turíngia (Sárospatak, Regne d'Hongria, 7 de juliol de 1207- Marburg, Hessen, 17 de novembre de 1231) va ser una princesa hongaresa, esposa del landgravi Lluís IV de Turíngia; vídua, va entrar al Tercer orde Franciscà i es va dedicar a fer obres de caritat. És venerada com a santa per l'Església catòlica i l'anglicanisme, i com a renovadora de la societat pel luteranisme.

## Biografia

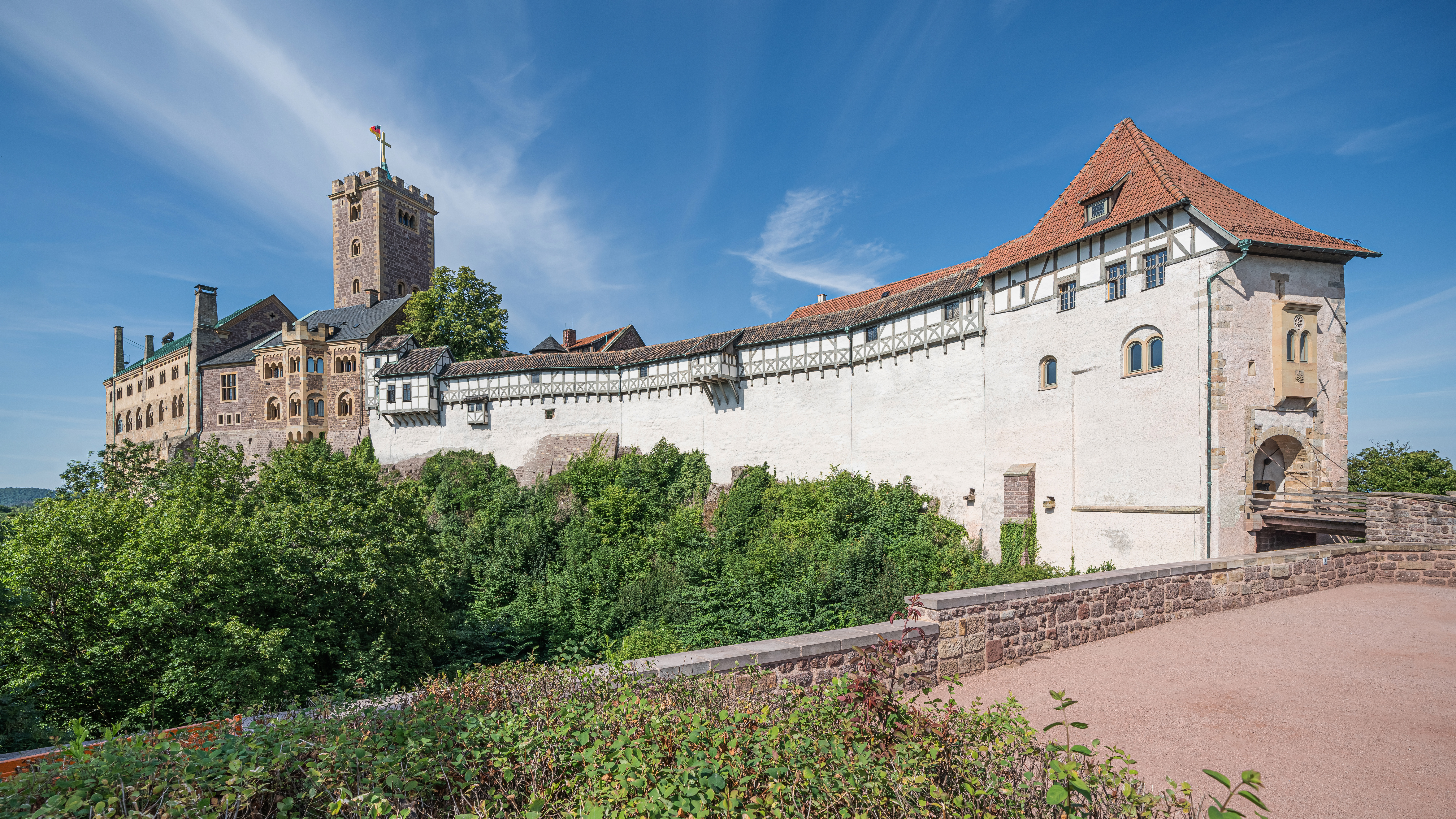
Castell de Wartburg (Eisenach), seu de la cort de Turíngia i residència de Sta. Elisabet

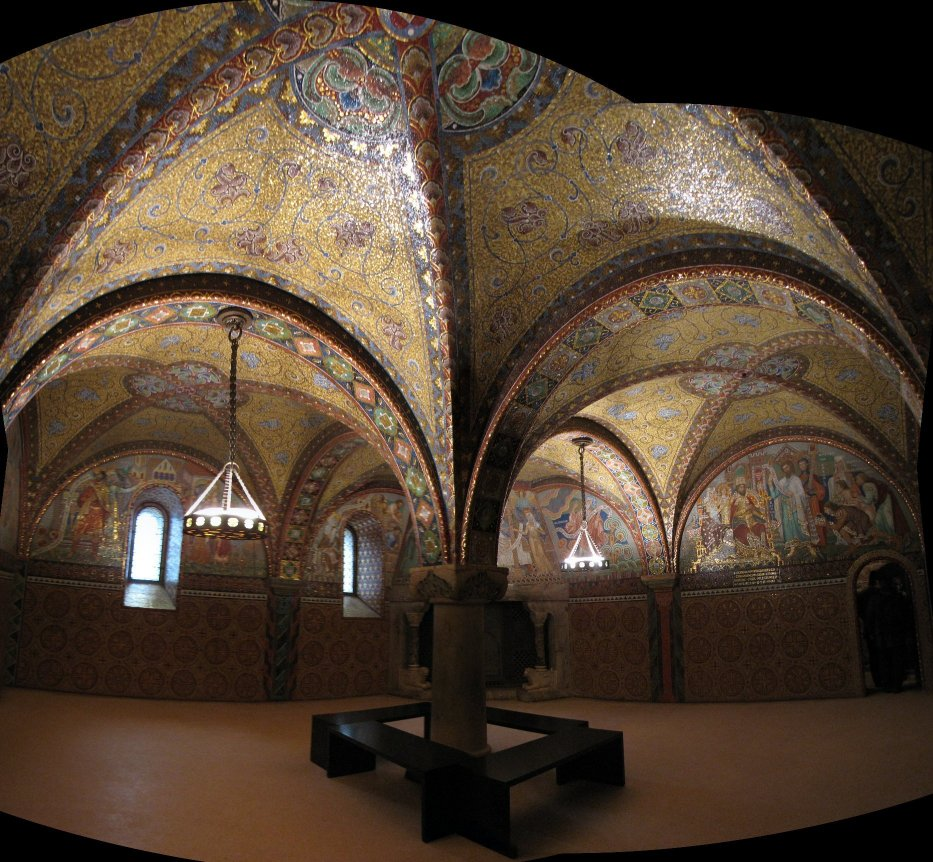
Sala d'Elisabet, al castell de Wartburg; els mosaics, amb la vida de la santa, són del s. XX

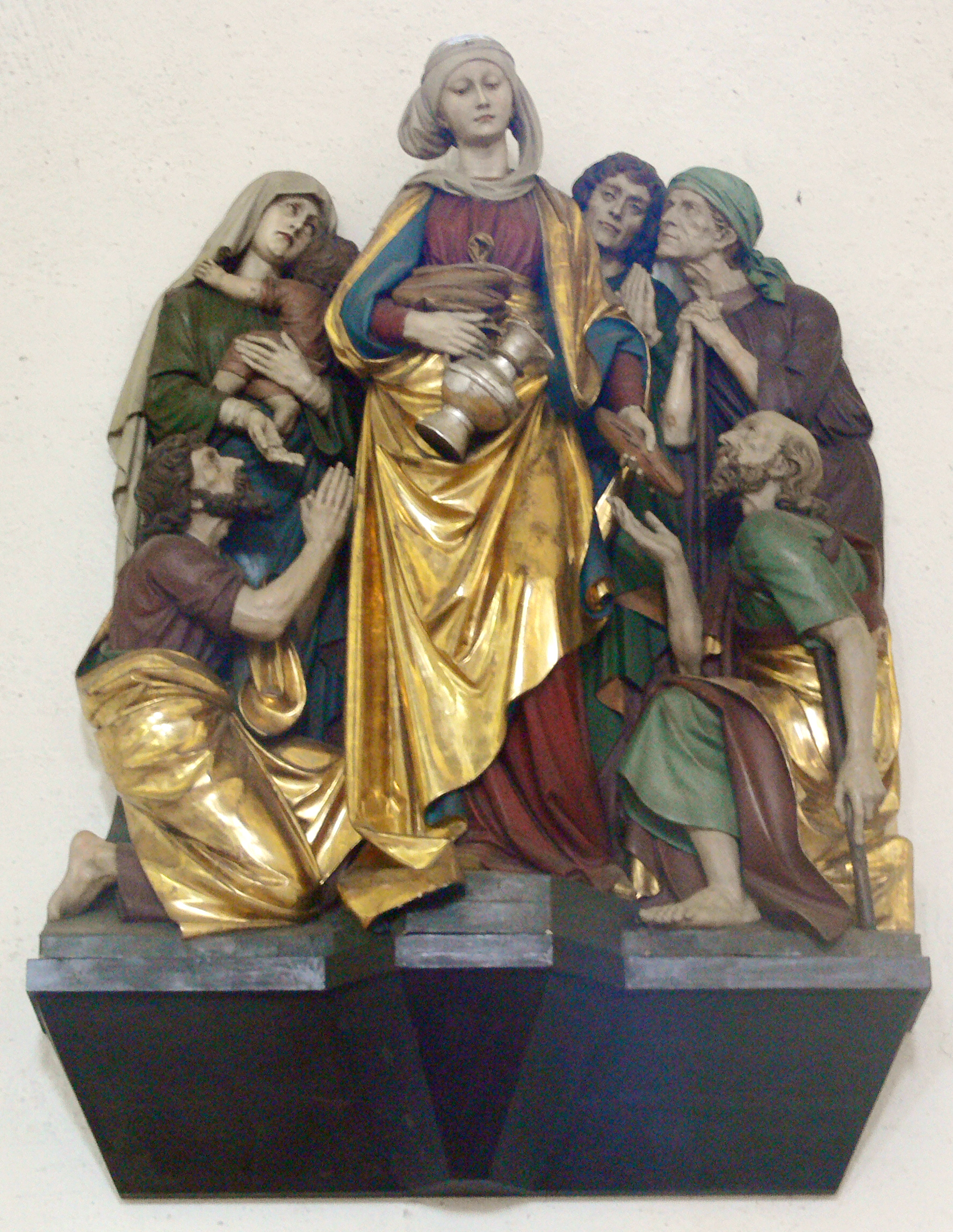
Escultura d'A. Winkler, 1899 (Salzburg, Andräkirche)

Filla d'Andreu II d'Hongria “el de Jerusalem” i de Gertrudis de Merània, va ser promesa el 1211 a Hermann, primogènit del landgravi de Turíngia, per assegurar l'aliança de les dues dinasties en la lluita contra l'emperador Otó IV del Sacre Imperi romanogermànic. Va ser enviada a Wartburg, seu de la cort de Turíngia, on va ser educada per la seva futura sogra Sofia de Baviera.
El 1213 va morir el seu promès i el 1221 va unir-se en matrimoni al germà petit de Hermann, Lluís IV, anomenat el Sant, que havia heretat els dominis del seu pare el 1217. En naixeren tres fills: Hermann II de Turíngia, Sofia (després muller d'Enric II de Brabant) i Gertrudis, posteriorment abadessa d'Altenberg. El matrimoni va ser feliç; el 1223, els franciscans arribaren a Turíngia i Elisabet va donar-los suport i va començar a viure en el seu esperit de pobresa i caritat. Lluís, també molt devot, va ajudar la seva muller, considerant les obres de caritat que feia com un mitjà per a guanyar la vida eterna. El 1226, mentre Lluís era a la Dieta Imperial de Cremona, Elisabet va ser regent i va multiplicar les seves obres de caritat. Al costat del castell de Wartburg, seu de la cort, va construir un hospital amb 28 llits i visitava diàriament els malalts.
L'11 de setembre del 1227 Lluís IV morí a Òtranto, mentre esperava per embarcar-se amb Frederic II del Sacre Imperi romanogermànic cap a Terra Santa, on es desenvolupava la tercera croada. El seu germà Enric va assumir la regència durant la minoria de Hermann II. La vídua va abandonar la cort i va marxar a Marburg (Hessen). Elisabet es va posar sota la direcció espiritual del teòleg Conrad de Marburg; va fer vots solemnes similars als d'una monja: celibat i obediència al seu confessor. El celibat va contrariar la seva família, que volia casar-la i fer una nova aliança amb altra família. Finalment, va ingressar al Tercer orde Franciscà i es va retirar a l'hospital que havia fet aixecar amb els diners de la seva pensió el 1228 a Marburg, on va dedicar-se a tenir cura dels malalts fins a la seva mort el 1231, per malaltia o a causa de les penitències que feia. Va ser enterrada a l'església de l'hospital.

## Veneració
Poc després de la seva mort, van començar a circular notícies de miracles esdevinguts a la seva tomba, que van causar la seva ràpida canonització el 27 de maig de 1235 a Perusa per Gregori IX.
El seu cos va ser instal·lat llavors en un reliquiari daurat a l'església de Marburg. Quan la ciutat fou seu de l'orde Teutònic, l'orde la va triar com a segona patrona, fins que es va dissoldre el 1803. L'església va ser un centre de pelegrinatge important a l'Alemanya dels segles xiv i xv. A mitjan segle xv la seva popularitat va començar a decaure. Al segle xvi, però, un dels seus descendents, Felip I el Magnànim, landgravi de Hesse i destacat protestant que va donar suport a Martí Luter, va dispersar les relíquies de la santa, i en posà fi als pelegrinatges. El crani de la santa i algunes restes són avui al convent de Santa Elisabet de Viena, i d'altres són encara a Marburg a l'Elisabethkirche.
La festivitat litúrgica és el 17 de novembre; fins al 1969 havia estat el 19 de novembre, dia que continua sent celebrat a Hongria.
En alguns llocs és patrona dels forners i el personal dels hospitals. Segons una llegenda, havia transformat en roses els pans que portava, d'amagat, per als pobres. Amb sant Lluís de França és la patrona del Tercer orde regular de Sant Francesc i de l'orde Franciscà secular.

### Obres artístiques
Richard Wagner situa l'acció de Tannhäuser (1850) al castell de Wartburg. La protagonista femenina, Elisabeth, filla del marcgravi de Turíngia, personatge de gran espiritualitat, es basa, sense voler ser-ne una representació, en la figura de santa Elisabet de Turíngia.
Franz Liszt va escriure la música de l'oratori Die Legende von der heiligen Elisabeth (La llegenda de santa Elisabet), amb llibret d'Otto Roquette, estrenat a Pest el 1865 i representat a Wartburg el 1867.

## Iconografia
- Retaule de sant Bartomeu i santa Isabel, de Guerau Gener (1401, Catedral de Barcelona)

## Notes

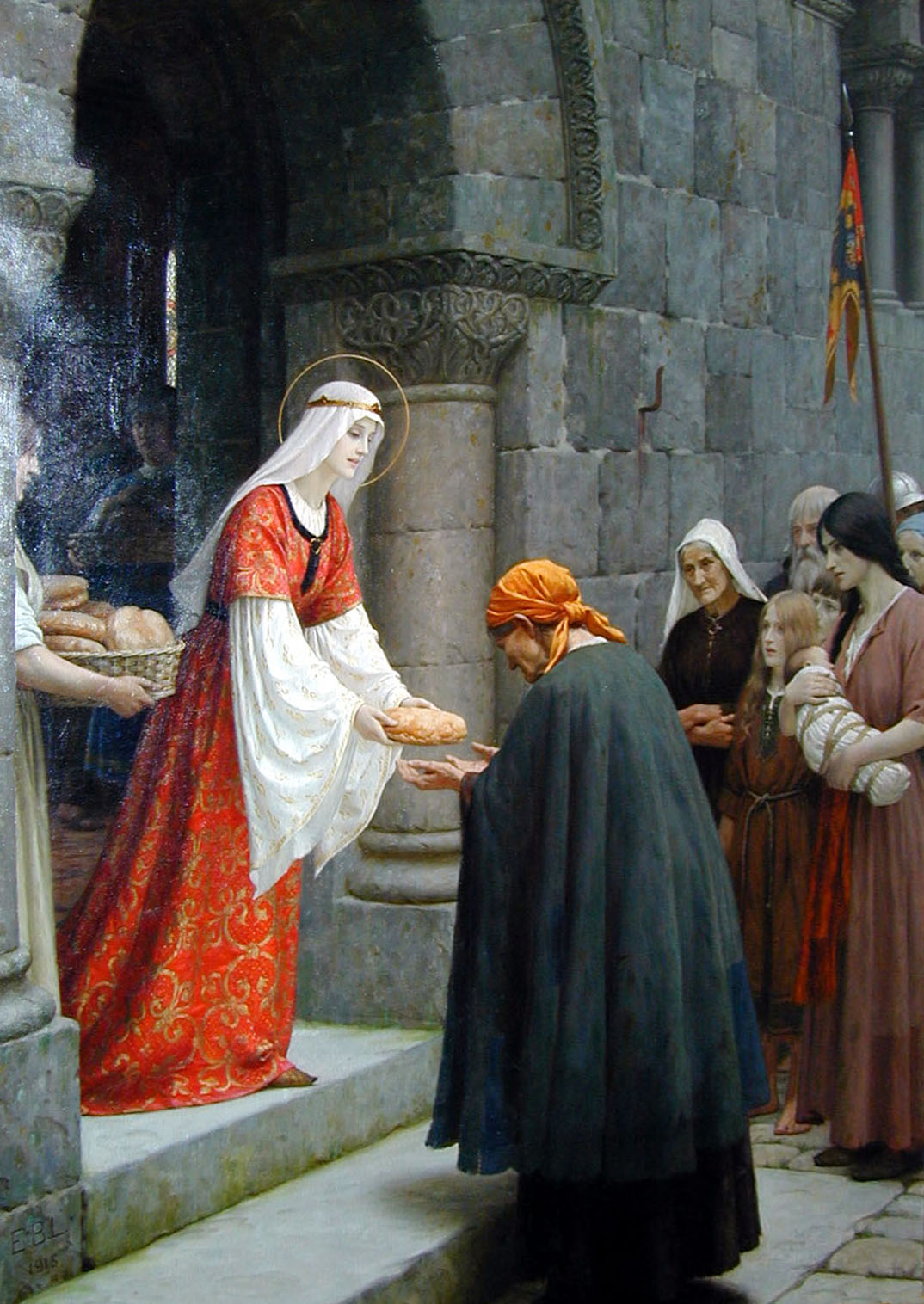
Caritat de S. Elisabet, pintura d'Edmund Blair Leighton, 1895 (col. Ross)
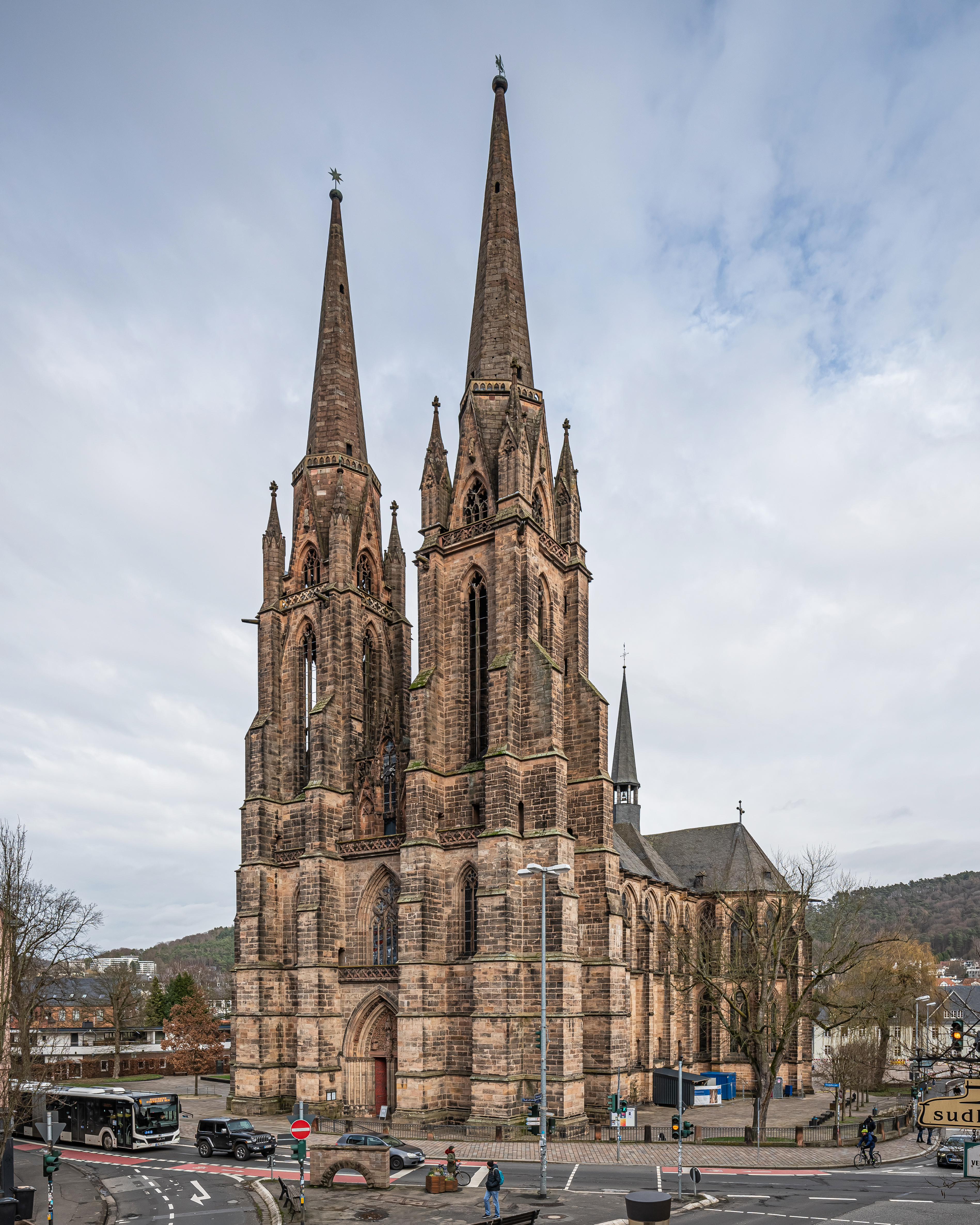
Elisabethkirche de Marburg
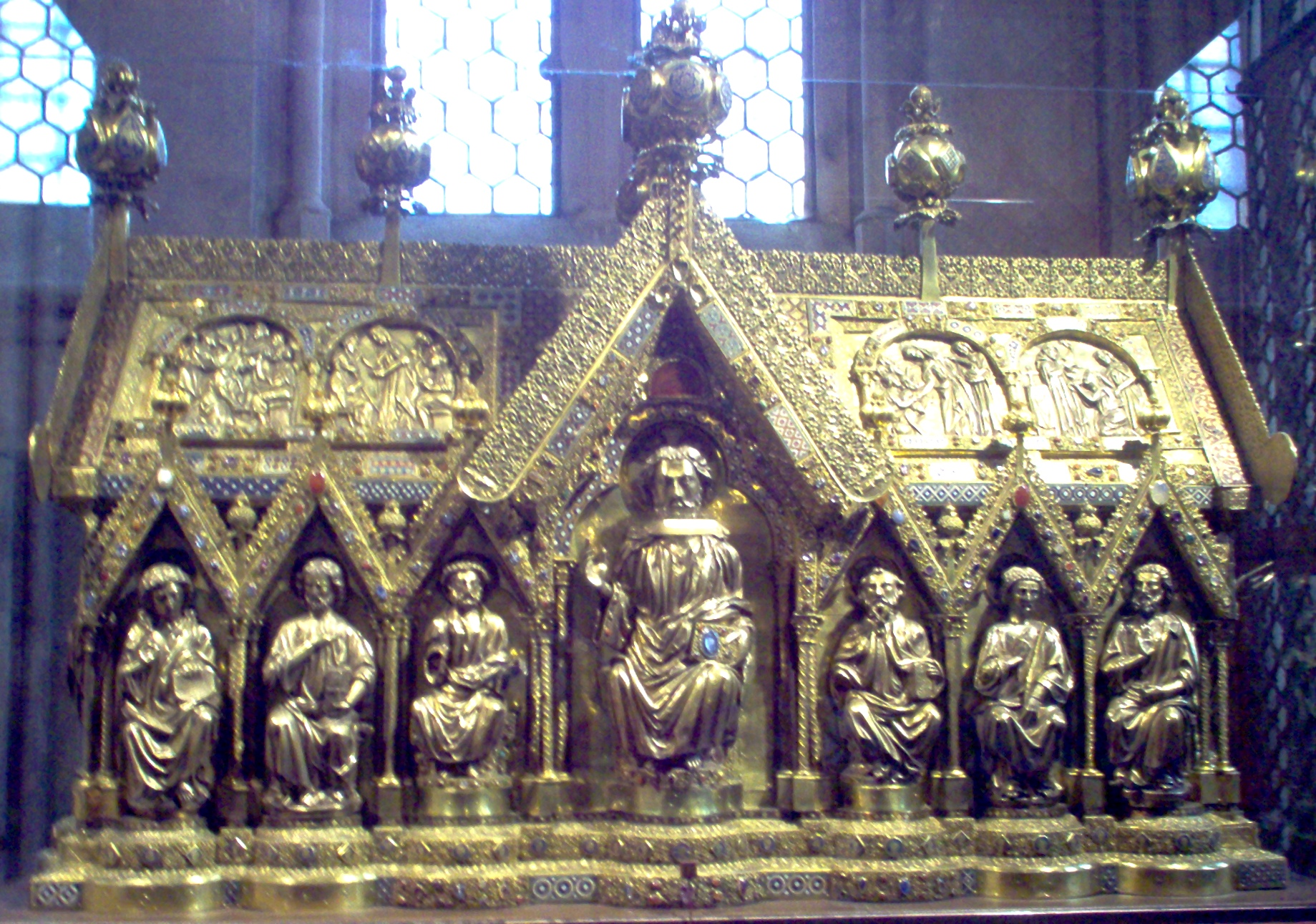
Reliquiari de la santa a Marburg, 1249
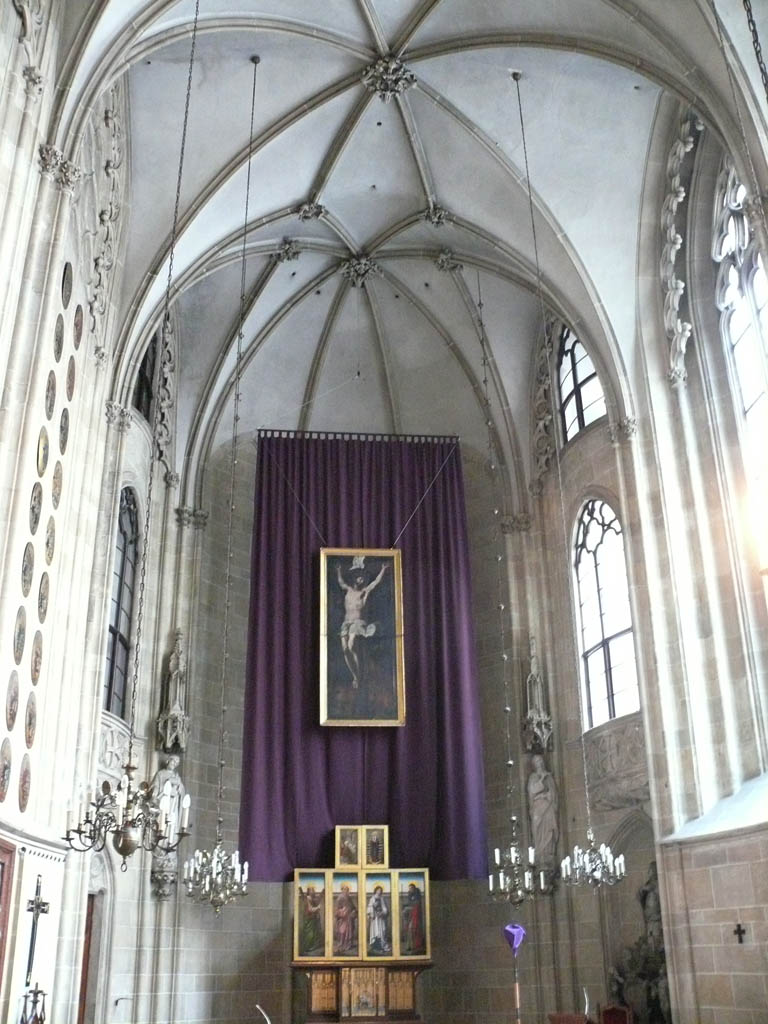
S. Elisabet de Viena, església de l'Orde Teutònic on hi ha el crani de la santa
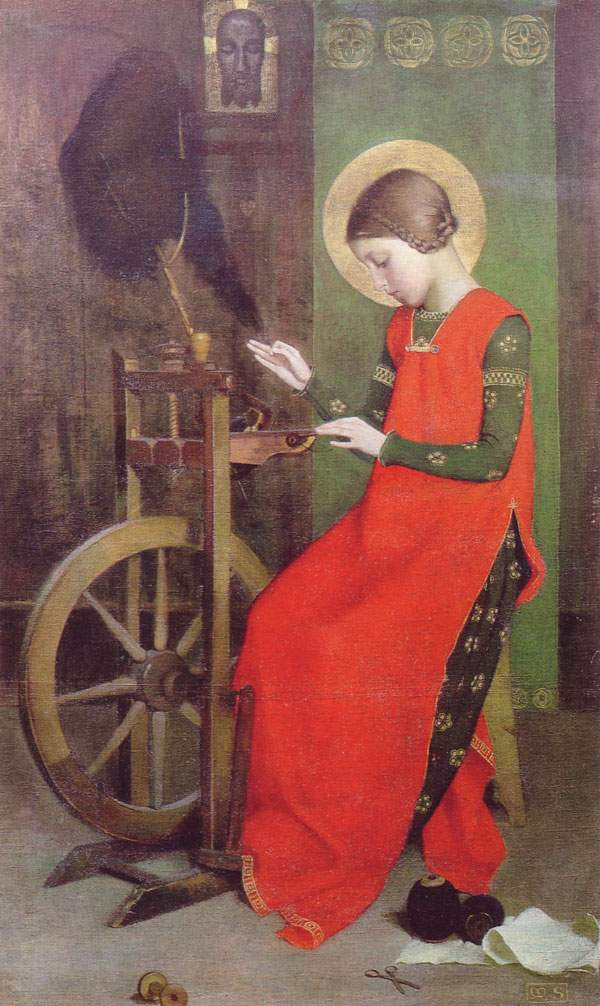
Elisabet filant per als pobres, per Marianne Stokes
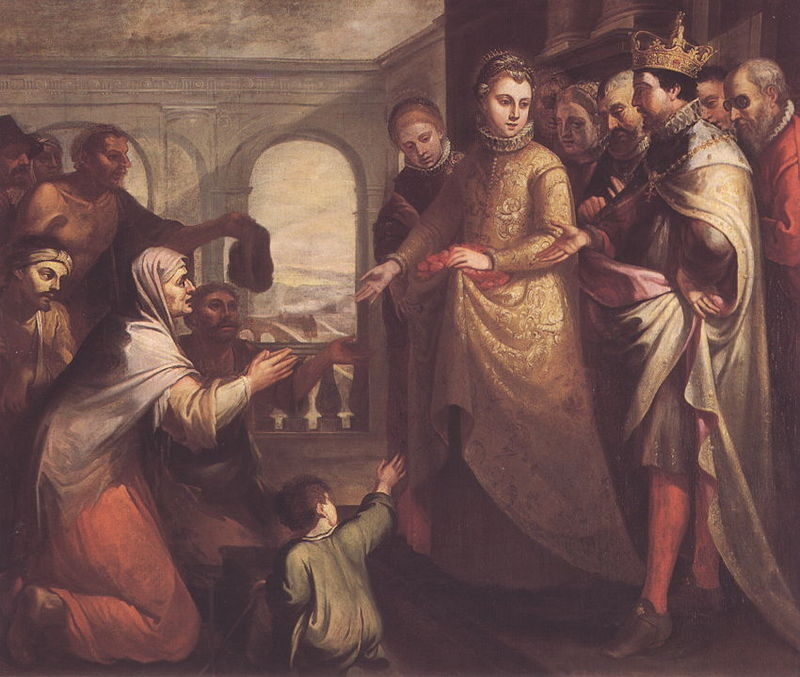
Miracle de les roses per Marcos da Cruz, s. XVII
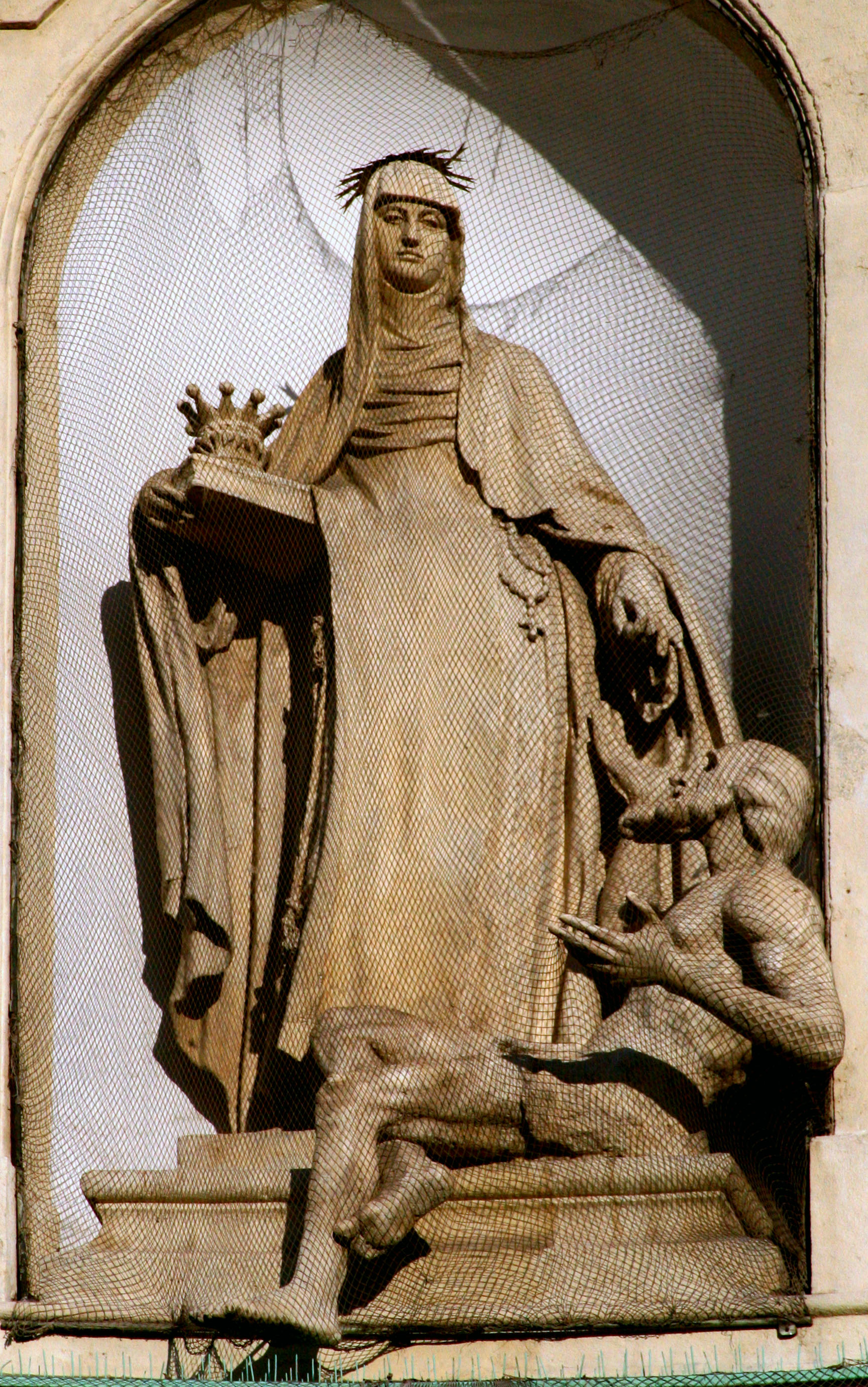
Estàtua de 1759 a l'Hospital de Bratislava